# Новоселовський сільський округ (Шортандинський район)
Новосе́ловський сільський округ (каз. Новосёловка ауылдық округі, рос. Новосёловский сельский округ) — адміністративна одиниця у складі Шортандинського району Акмолинської області Казахстану. Адміністративний центр — село Новоселовка.
Населення — 978 осіб (2021; 1356 у 2009, 1639 у 1999, 1803 у 1989).
Станом на 1989 рік існувала Новоселовська сільська рада (села Зернове, Каратобінське, Новопервомайське, Новоселовка), село Ошак перебувало у складі Жолимбетської селищної ради. Село Зернове було ліквідоване 2005 року, село Первомайське — 2009 року.

## Склад
До складу округу входять такі населені пункти:
| Населений пункт        | Населення, осіб (1989) | Населення, осіб (1999) | Населення, осіб (2009) | Населення, осіб (2021) |
| ---------------------- | ---------------------- | ---------------------- | ---------------------- | ---------------------- |
| Зернове, село          | 154                    | 52                     | -                      | -                      |
| Каратобінське, село    | 125                    | 103                    | 65                     | 26                     |
| Новопервомайське, село | 230                    | 196                    | 192                    | 95                     |
| Новоселовка, село      | 949                    | 936                    | 860                    | 743                    |
| --Первомайське, село   | -                      | 106                    | 17                     | 14                     |
| Ошак, село             | 345                    | 246                    | 222                    | 100                    |